# Hoplolaimus
Genre
Hoplolaimus est un genre de nématodes de la famille des Hoplolaimidae, dont il est le genre type.

## Systématique
Le genre Hoplolaimus a été créé par Eugen von Daday en 1905.

## Liste des espèces
Selon GBIF (22 avril 2021) :
- Hoplolaimus angustalatus
- Hoplolaimus aorolaimoides Siddiqi, 1972
- Hoplolaimus bachlongviensis Nguyen, Bui & Trinh, 2015
- Hoplolaimus columbus Sher, 1963
- Hoplolaimus coronatus Cobb, 1923
- Hoplolaimus diadematus Hunt & Freire, 1994
- Hoplolaimus galeatus (Cobb, 1913)
- Hoplolaimus indicus Sher, 1963
- Hoplolaimus kittenbergeri Andrássy, 1961
- Hoplolaimus pararobustus (Schuurmans Stekhoven & Teunissen, 1938)
- Hoplolaimus seinhorsti Luc, 1958
- Hoplolaimus sinensis Rahm, 1937
- Hoplolaimus smokyensis Ma, Robbins, Bernard, Holguin & Agudelo, 2019

## Synonymes
Les genres suivants sont synonymes de Hoplolaimus :
- Bairolaimus
- Basirolaimus Shamsi, 1979
- Ethiolaimus Siddiqi, 2000
- Hoploaimus
- Hoplolaimoides Shakil, 1973
- Nemonchus Cobb, 1913

## Étymologie
Le nom du genre Hoplolaimus est une combinaison basée sur les termes grec ancien ὅπλον, hóplon, « arme », et λαιμός, laimós, « gorge ».

## Publication originale
- E. von Daday, W. Michaelsen, Untersuchungen über die Süsswasser-Mikrofauna Paraguays (publication), Inconnu, Stuttgart, 1905, [lire en ligne].